# 蒙特羅戰役
蒙特羅戰役（法語：Bataille de Montereau）發生於1814年2月18日，是第六次反法同盟期間的一場戰役，拿破崙一世指揮的法蘭西帝國部隊與奧符聯軍交戰。當拿破崙的部隊正與布吕歇尔指揮的聯軍作戰時，施瓦岑贝格親王挺進距離巴黎頗近的危險地帶。拿破崙迅速集結部隊，向南朝施瓦岑贝格挺進。聽到拿破崙的到來，聯軍指揮官下令撤退，但到了2月17日，聯軍的後衛部隊被法軍追上。
威廉親王奉命堅守在蒙特羅直到18日的夜幕，他部署一支強力的部隊在塞納河北岸。整天的上午和中午，聯軍都成功抵禦著法軍的進攻，但到了下午，聯軍部隊的防線被擊潰，部隊向後方的單橋逃跑。在騎兵指揮官克洛德·帕若爾率領下，法軍佔領了塞納河和約納河的連接處，並攻佔了蒙特羅。

## 註腳
1. 1 2 3 4 5 6  Bodart 1908，第473頁.
2. ↑  Chandler 1966，第980頁.